# التنين: قصة بروس لي
التنين: قصة بروس لي هو فيلم درامي عن السيرة الذاتية الأمريكية إنتاج عام 1993 أخرجه وشارك في كتابته روب كوهين ، وبطولة جيسون سكوت لي ولورين هولي ونانسي كوان وروبرت واغنر . يروي الفيلم حياة الممثل والفنان القتالي بروس لي (جايسون) منذ انتقاله إلى الولايات المتحدة من هونج كونج إلى مسيرته كمدرس فنون قتالية ، ثم كممثل تلفزيوني وسينيمائي. كما أنه يركز على العلاقة بين بروس وزوجته ليندا لي كادويل ، والعنصرية التي تعرض لها بروس.
الفيلم تلقى مراجعات إيجابية ، حيث وجد النقاد عادةً أنها مسلية على الرغم من الانتقادات الموجهة إلى تبجيلها لبروس. تم الإشادة بجيسون على نطاق واسع لأدائه. حقق الفيلم نجاحًا تجاريًا وتجاوزت إيراداته متوسطات شباك التذاكر لأفلام السير الذاتية ، والتي تُعزى إلى موضوعاتها الرومانسية وجاذبيتها للأشخاص خارج جمهور أفلام الكونغ فو التقليدي. تم إصدار تعديل لعبة فيديو تحمل الاسم نفسه في العام التالي. دراجون مخصص لبراندون ، الذي توفي قبل عدة أسابيع من صدوره.

## الطاقم
- جايسون سكوت لي في دور بروس لي
- لورين هولي بدور ليندا لي
- روبرت واجنر في دور بيل كريجر
- تعلم مايكل دور فيفيان إيمري
- نانسي كوان بدور جوسي يانغ
- ليم كاي تونغ في دور فيليب تان
- ريك يونغ مثل والد بروس
- Luoyong Wang في دور Yip Man
- ستيرلنج ماكر في دور جيروم سبروت
- سفين-أولي ثورسن في دور الشيطان
- جون تشيونغ في دور جوني صن
- اونج سو هان في دور لوك صن
- إريك بروسكوتر في دور جو هندرسون

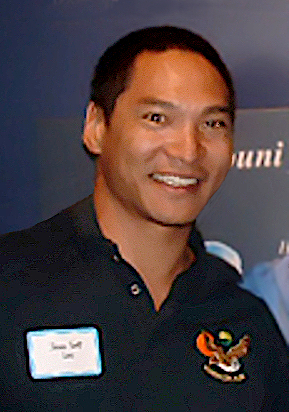
جيسون سكوت لي (لا علاقة له) ، في الصورة عام 2003 ، لعب دور بروس.

- فان ويليامز في دور مدير Green Hornet
- شانون لي كمغنية للحزب
- روب كوهين دور مخرج التنين

### فهرس
- Cohen, Rob (1993). Director's Commentary (Dragon: The Bruce Lee Story, DVD). Universal Pictures.

## روابط خارجية
- Dragon: The Bruce Lee Story at the American Film Institute Catalog
- Dragon: The Bruce Lee Story on IMDb
- [http://allmovie.com/movie/v14694 Dragon: The Bruce Lee Story

] على موقع أول موفي.